# 10721 Tuterov
10721 Tuterov este un asteroid din centura principală de asteroizi.

## Descriere
10721 Tuterov este un asteroid din centura principală de asteroizi. A fost descoperit pe 17 august 1986 la Observatorul de Astrofizică din Crimeea de Liudmila Karacikina. Asteroidul prezintă o orbită caracterizată de o semiaxă mare de 2,27 ua, o excentricitate de 0,18 și o înclinație de 6,7° în raport cu ecliptica.